# واندرسون مارانهاو
واندرسون مارانهاو هو لاعب كرة قدم برازيلي في مركز الوسط، ولد في 26 يوليو 1994 في João Lisboa ‏ في البرازيل. لعب مع نادي إسكلستونا ونادي فيتيبسك ونادي كوريتيبا ونادي مارينغا.

## وصلات خارجية
- واندرسون مارانهاو على موقع قاعدة بيانات كرة القدم.إي يو (الإنجليزية)
- واندرسون مارانهاو على موقع Soccerway.com (الإنجليزية)
- واندرسون مارانهاو على موقع عالم كرة القدم.نت (الإنجليزية)